# Arquitetura civil
A Arquitectura civil surge no Reinado de D. Dinis. O Rei mandou construir e remodelar inúmeras fortificações, tais como os castelos que se transformaram em residências senhoriais ou reais apalaçadas.

## História

### SéculoXI-XIII
Muito pouco se sabe sobre a arquitectura doméstica deste período, cuja tradição construtiva se terá conservado no gótico, sobretudo nos meios rurais. Aí encontra-se casas térreas com uma divisão entre o compartimento de entrada, comum (sala, cozinha), e a ou as alcovas, atrás, sendo cobertas por um sobrado e aproveitado o espaço que fica livre até ao telhado para armazenar víveres e outros produtos. Ao contrário da Europa Central, a abundância de pedra entre nós faz com que a construção em madeira nunca se tenha vulgarizado, sendo a coberta destas habitações em colmo, giestas ou mesmo telha. Nalguns locais, porém, estas casas possuiriam um estábulo ou adega por baixo, adaptando-se às exigências da produção económica.
Das casas urbanas e dos paços é frustrante o pouco que se sabe, havendo porém notícia de que, nos burgos mais importantes, seriam comuns as habitações com dois pisos. Quanto às residências régias, senhoriais e eclesiásticas, se exceptuar o caso das torres, muitas vezes com função residencial (que permanecerá como tradição, no Minho, até à era moderna), acontece sensivelmente o mesmo, tendo sido sistematicamente destruídas ou rejeitadas em épocas posteriores. Associada ao Poder apenas se conservou uma construção entre nós, a Domus Municipalis de Bragança, de planta pentagonal e conservando uma ampla cisterna por baixo; como sala de reuniões - a câmara - era um espaço amplo e unificado, com um banco corrido em redor, apresentando janelas de arco de pleno cintro e modilhões decorados a toda a volta, sendo edifício de carácter tardio. Encontram-se também cisternas no Castelo de Lamego e no Castelo de Pombal, abobadadas mas relativamente simples.
A presença de banhos termais é também referida, na tradição romana e árabe, nas principais cidades portuguesas, não havendo deles qualquer vestígio arquitectónico. 
Já dos hospícios de assistência aos peregrinos teremos uma sobrevivência em Linhares, em edifício de cantaria aparelhada e portal muito simples, dando para um pátio, que conserva a singeleza da tradição primitiva. 
Uma última referência vai para as pontes, de grande importância religiosa - associadas ao significado simbólico da água (o fluido do baptismo), da sua transposição como factor ficou indissociavelmente ligado à construção da primitiva ponte sobre o Tâmega, obra de engenharia apreciável; como o são as de Ave, em Vila do Conde, de Canaveses, Lagoncinha ou Águeda, havendo notícia ainda da primitiva ponte de Coimbra, patrocinada por D. Afonso Henriques, e de uma ponte sobre o Douro, em Piares, para a qual legou doação testamentária e que nunca se completou. De sólidos alicerces, as pontes românicas nada devem à resistência dos seus protótipos romanos, possuindo amplos talhamares e sendo frequentemente em dupla rampa e bem mais estreitas que as romanas, o que reforça a sua longevidade.